# ألكسندر إتش كوهن
ألكسندر إتش كوهن (بالإنجليزية: Alexander H. Cohen)‏ هو منتج مسرحي ‏ أمريكي، ولد في 24 يوليو 1920 في نيويورك في الولايات المتحدة، وتوفي بنفس المكان في 22 أبريل 2000.

## وصلات خارجية
- ألكسندر إتش كوهن على موقع IMDb (الإنجليزية)
- ألكسندر إتش كوهن على موقع قاعدة بيانات برودواي على الإنترنت (الإنجليزية)
- ألكسندر إتش كوهن على موقع قاعدة بيانات برودواي على الإنترنت (الإنجليزية)
- ألكسندر إتش كوهن على موقع إن إن دي بي (الإنجليزية)
- ألكسندر إتش كوهن على موقع قاعدة بيانات الفيلم (الإنجليزية)